# Undercover (Tim Weisberg)
Undercover is het laatste muziekalbum van Tim Weisberg dat origineel materiaal bevatte. Zijn laatste album was een verzamelalbum. Undercover staat voor het feit dat Weisberg hier met vriend David Benoit alleen maar covers speelt, van stukken die van invloed waren op zijn carrière als fluitist. Na dit album draaide de werksitautie met Benoit. Eerst was Benoit lid van de band van Weisberg, vanaf toen was Weisberg lid van de band van Benoit.

## Musici
- Tim Weisberg – dwarsfluit, altfluit, basfluit, piccolo
- David Benoit – keyboards, piano, Hammondorgel, etc.
- Ken Wild – basgitaar
- John Ferraro – slagwerk
- Brad Dutz – percussie

Met
- Kenny Rankins – zang op Moondance
- Jerry Hey – trompet en flugelhorn op Herbie’s blues en Comin’ on baby
- Bryan Warfield – vibrafoon op Summertime

## Composities
1. Herbie’s blues (Benoit, Weisberg) voor Herbie Mann; (4:23)
2. Kei’s song (Benoit) (Kei is de vrouw van Benoit) (5:17)
3. Moondance (Van Morrison) (4:06)
4. Ballad of the whale (Leonard Rosenman, Russell Keith Gerrante, James Haslip) (uit Star Trek IV: The Voyage Home); (5:13)
5. Summertime (George Gershwin), Ira Gershwin, Dubose Heyward) (5:11)
6. Comin' home baby (Ben Tucker) (5:25)
7. Someone to watch over me (Gershwin/Gershwin) (3:44)
8. Viva – Tirado (Gerald Wilson) (5:56)
9. A hard way to go (Chris Youlden), (ooit single van Weisberg) (4:18)
10. Slow hot wind (Henry Macini, Norman Gimbel) (4:21)
11. Reverie (Claude Debussy) (de reden om dwarsfluit te gaan spelen, gehoord tijdens een concert door het LAPO; (5:35)

Dreamspeaker · High Risk · Hurtwood Edge · Listen To The City · Live at Last · Naked Eyes · Night-Rider! · No Resemblance Whatsoever · Outrageous Temptations · Party Of One · Rotations · Smile! The best of Tim Weisberg · Time Traveler · Tim Weisberg · Tim Weisberg 4 · Tim Weisberg Band · Tip Of The Weisberg · Traveling Light · Twin Sons of Different Mothers · Undercover